# Maciej Lubowiecki
Maciej Lubowiecki herbu Kuszaba – podczaszy kruszwicki w latach 1790–1820, miecznik radziejowski w latach 178-1790, konsyliarz powiatu przedeckiego w konfederacji targowickiej w 1792 roku.